# Cardiocondyla yemeni
Cardiocondyla yemeni (лат.) — вид муравьёв рода Cardiocondyla из подсемейства мирмицины. Обитают в западной части палеарктики (Йемен, Оман, Саудовская Аравия).

## Описание
Мелкие муравьи, длина рабочих особей составляет 2—3 мм. От близких видов отличается следующими признаками:
равномерно жёлтый; метанотальная борозда нечёткая; проподеальные шипы в виде или тупых мелких вмятин. Постпетиолярный стернит в переднедорсолатеральном виде с выступающими переднелатеральными углами, а его передний край кажется вогнутым в этом положении обзора.  Стебелёк между грудью и брюшком состоит из двух члеников: петиолюса и постпетиолюса (последний чётко отделён от брюшка), жало развито.